# Siergiej Bamburow
Siergiej Nikonorowicz Bamburow (ros. Сергей Никонорович Бамбуров; ur. 23 września 1914 we wsi Osokino (obecnie Oktiabrskoje) w rejonie siewiernym w obwodzie orenburskim, zm. 6 lutego 1945 w Gnieźnie) – radziecki wojskowy, podpułkownik, Bohater Związku Radzieckiego (1938).

## Życiorys
Urodził się w rodzinie chłopskiej. Skończył niepełną szkołę średnią, pracował w sowchozie jako mechanik samochodowy, od 1936 służył w Armii Czerwonej, a w 1938 został przyjęty do WKP(b).
Jako politruk kompanii 65. pułku strzelców w 32 Dywizji Strzeleckiej w składzie 1 Armii, latem 1938 brał udział w walkach z Japończykami nad jeziorem Chasan, za co 25 października 1938 otrzymał tytuł Bohatera Związku Radzieckiego i Order Lenina.
W 1941 ukończył Akademię Wojskowo-Polityczną, podczas wojny z Niemcami 1941–1945 w stopniu podpułkownika dowodził pułkiem. Był odznaczony Orderem Lenina i medalami. Zginął podczas walk o Gniezno. Został pochowany w Brześciu. Jego imieniem nazwano ulicę w Bugurusłanie.